# Fitoandrogeny
Fitoandrogeny – związki organiczne pochodzenia roślinnego, zdolne do wywierania działania agonistycznego (takiego jak np. testosteron) na receptorach androgenowych u zwierząt. 
Mogą prowadzić do odwrócenia płci u ryb.

## Przykłady
- triterpenoidy z drzewa Eucommia ulmoides[1]
- drupanol z nasion Psoralea drupaceae[3]
- protodioscyna z Tribulus terristris[4]